# Verkannter Wasserschlauch
Der Verkannte Wasserschlauch (Utricularia australis), auch Südlicher Wasserschlauch oder Großer Wasserschlauch genannt, ist eine Pflanzenart aus der Gattung der Wasserschläuche (Utricularia) innerhalb der Familie der Wasserschlauchgewächse (Lentibulariaceae).

## Beschreibung
Der Verkannte Wasserschlauch ist eine wurzellose submerse Wasserpflanze, die Wuchshöhen von 10 bis 40 Zentimeter erreicht. Die Blattsprosse schwimmen frei. Die Blätter weisen sehr zahlreiche Endsprosse auf, die entfernt borstig gezähnelt und haarfein sind. Ein Laubblatt trägt 8 bis 75 Fangblasen.

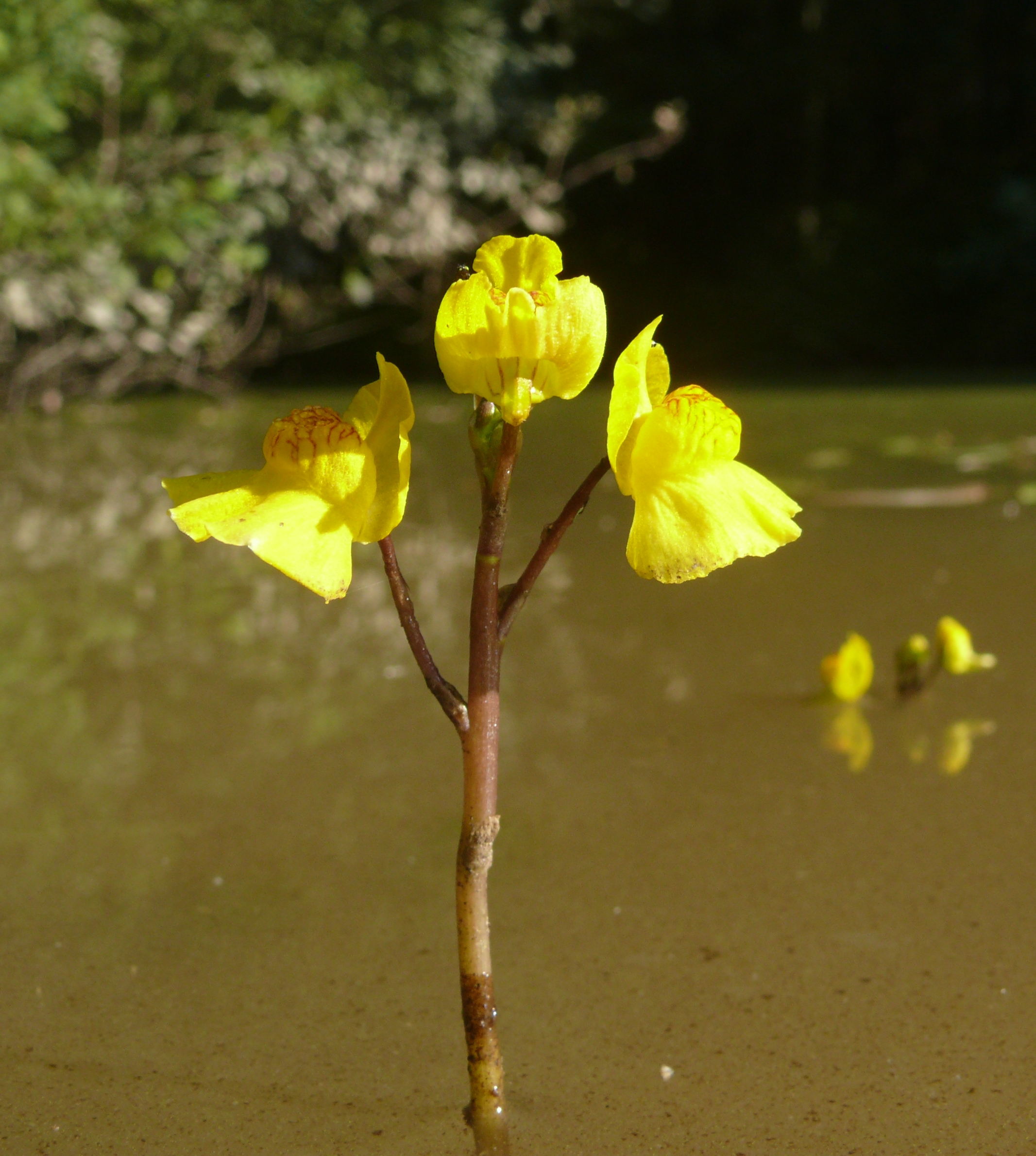
Blütenstand

Die Blütezeit reicht von Juni bis August. Der Blütenstiel ist geringfügig nach unten gekrümmt. Er misst 5 bis 18 mm und ist damit rund drei- bis fünfmal so lang wie das Tragblatt; er verlängert sich nach der Anthese. Die Oberlippe der Blüten bildet mit der Unterlippe einen rechten bis stumpfen Winkel. Sie schmiegt sich nicht an den Gaumen an. Der Gaumen ist halbkugelig. Der gaumenfreie Saum der Unterlippe ist fast flach. Der Sporn ist 5,5 bis 7,5 Millimeter lang und mehr oder weniger stumpfkegelig. Die Drüsen an der Innenwand des Sporns sind auf der Ober- und auf der Unterseite zu finden. Die Krone ist hellgelb und 11 bis 17 mm lang.
Früchte werden nur extrem selten ausgebildet, die einzigen Beobachtungen liegen aus China und Japan vor. Die Kapseln sind rund, haben einen Durchmesser von 4 Millimeter und öffnen sich kreisförmig. Die Samen sind prismenförmig, vier- bis sechseckig, rund 0,5 Millimeter lang und breit und entlang aller Ecken geflügelt. Die Chromosomenzahl beträgt n = 18, 19, 20 oder 22.

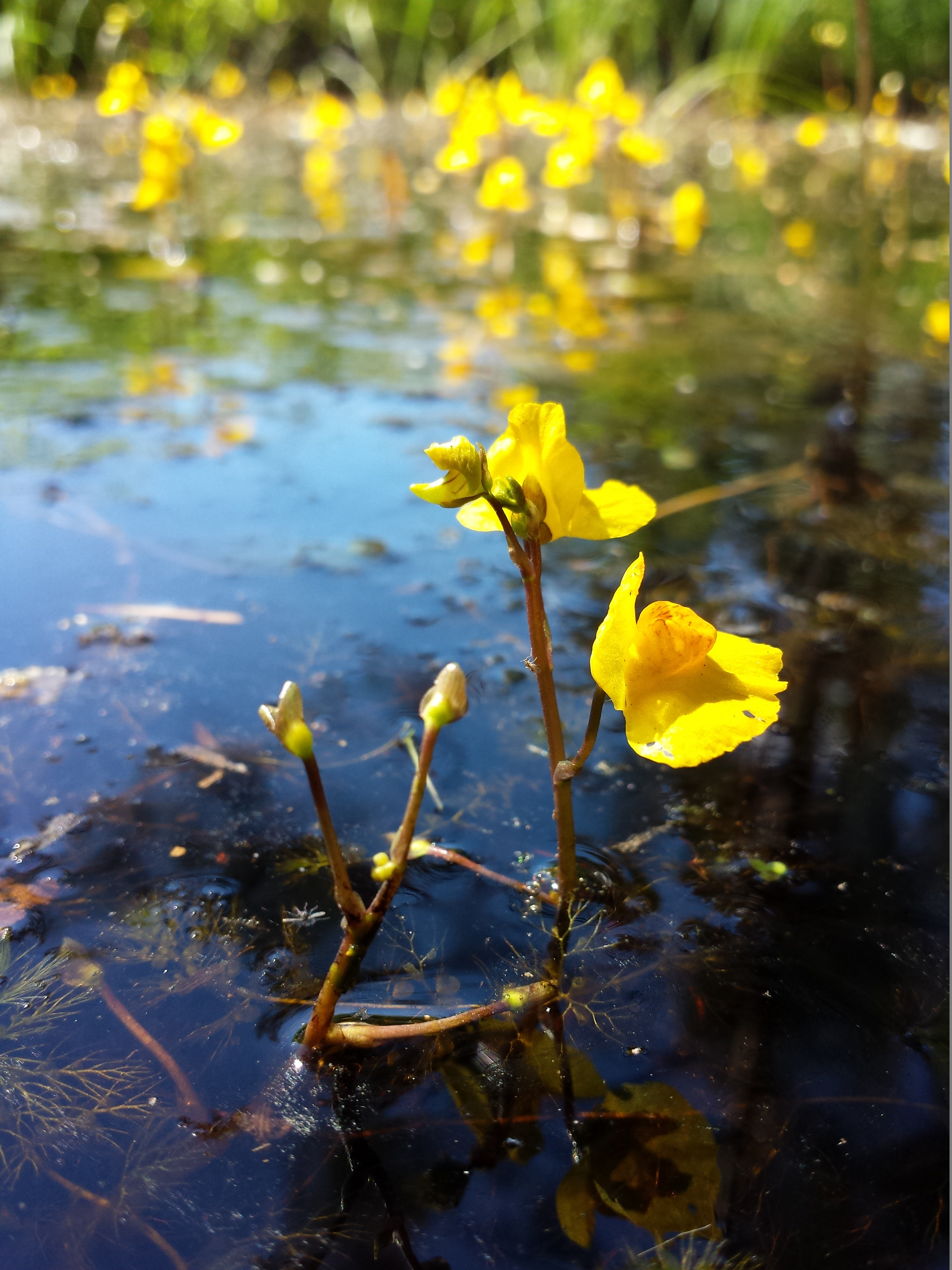
Blütenstand knapp über der Wasseroberfläche

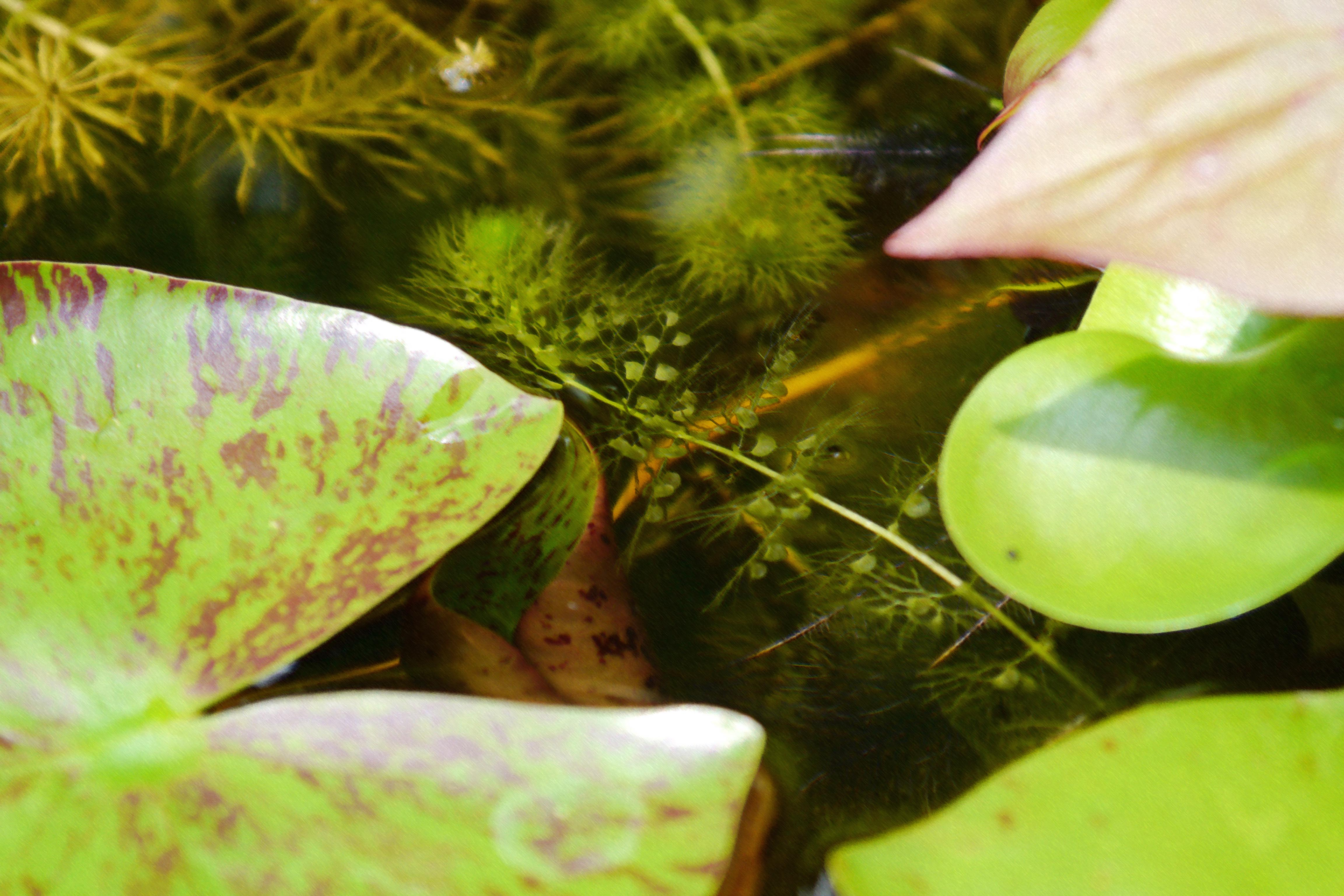
Laubblatt mit Fangblasen

## Vorkommen
Der Verkannte Wasserschlauch ist eine weit verbreitete Art, sein Verbreitungsgebiet reicht von Europa (ausgenommen dem äußersten Nordeuropa) über den ganzen afrikanischen Kontinent, das temperierte und tropische Asien von der Türkei bis Japan und im Süden Indonesien sowie den australischen Kontinent einschließlich Neuguinea und Neuseeland.
In Deutschland kommt die Art zerstreut in Bayern, Baden-Württemberg, Rheinland-Pfalz, Hessen, Thüringen, Sachsen, dem östlichen Sachsen-Anhalt, Süd-Bremen und Niedersachsen sowie selten in Nordrhein-Westfalen, dem westlichen Sachsen-Anhalt, dem nördlichen Mecklenburg-Vorpommern (Hiddensee, Grabow) und Schleswig-Holstein vor. In Österreich ist die Art in Osttirol ausgestorben, ansonsten im ganzen Bundesgebiet zerstreut bis selten. Sie ist als gefährdet eingestuft, im Gebiet der Böhmischen Masse und im nördlichen Alpenvorland als stark gefährdet. In der Schweiz kommt sie vor allem im Mittelland und im Wallis vor, je nach Gebiet ist sie als potenziell gefährdet bis vom Aussterben bedroht eingestuft.
In Mitteleuropa besiedelt sie stehende und langsam fließende, oligotrophe bis eutrophe Gewässer wie Tümpel, Gräben, Fischteiche und Torfstiche. Der pH-Wert kann dabei im sauren oder basischen Bereich liegen. Sie steigt bis in die montane Höhenstufe. Der Verkannte Wasserschlauch ist eine Charakterart des Utricularietum australis aus dem Hydrocharition-Verband.

## Systematik
Der Verkannte Wasserschlauch wurde 1810 von Robert Brown erstbeschrieben. Das Artepitheton australis bedeutet so viel wie „südlich“ und findet sich auch im deutschen Trivialnamen „Südlicher Wasserschlauch“ wieder. Wichtige Synonyme sind Utricularia major Schmidel und Utricularia neglecta Lehm., auf ihnen beruhen die deutschen Namen Großer Wasserschlauch (major) beziehungsweise Verkannter Wasserschlauch (neglecta). Wie alle in Mitteleuropa vorkommenden Arten gehört sie innerhalb der Gattung zur Sektion Utricularia der gleichnamigen Untergattung.
Die Art wurde immer wieder mit Utricularia vulgaris verwechselt, sie wurde auch wiederholt als Untertaxon beschrieben (z. B. Utricularia australis var. mutata Döll, Utricularia australis var. japonica (Makino) Yamanaka). Beachtenswert ist eine als fruchtend bekannte und unter dem Namen Utricularia tenuicaulis Miki beschriebene, heute jedoch als synonym verstandene Form aus Japan. Es wird für möglich gehalten, dass sie eine diploide, sich sexuell vermehrende Form darstellt, während die Art ansonsten in mehrere Gruppen dysploider vegetativer Apomikten zerfällt.